# معبد نایاتاپولا
معبد نایاتاپولا (انگلیسی: Nyatapola) ۵ سقفه است به این معنی که معبد پنج طبقه دارد. معبد سبک پاگودا واقع در بهگتاپور، نپال است. معبد توسط پادشاه نپال، بوپاتیندرا مالا در طی یک دوره ۷ ماهه از اواخر سال ۱۷۰۲ تا ۱۷۰۳ ساخته شد. این معبد لاکشمی است، تانتریک لاکشمی کسی است که برای خوشبختی یاری می‌رساند.

## نگارخانه

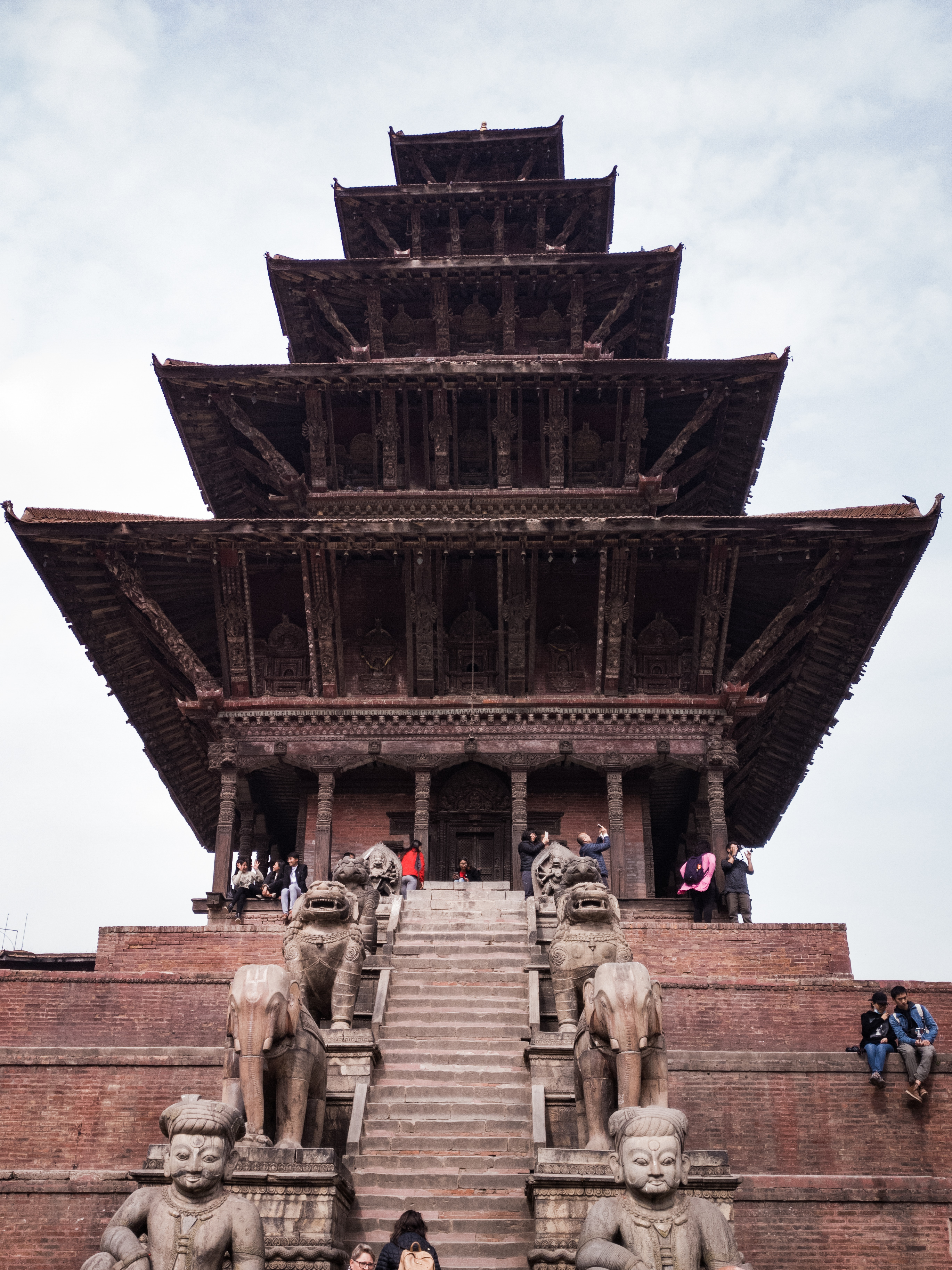
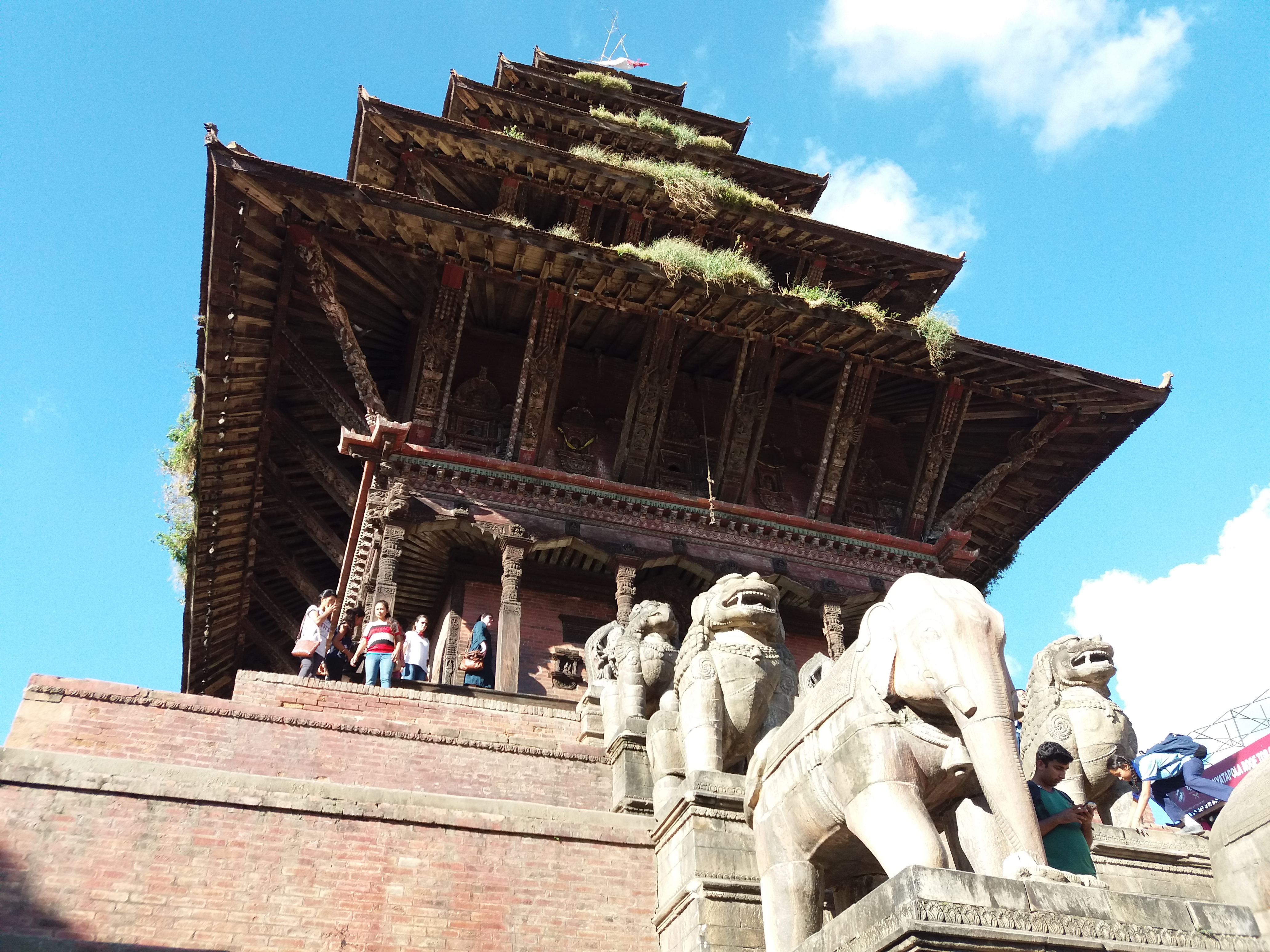
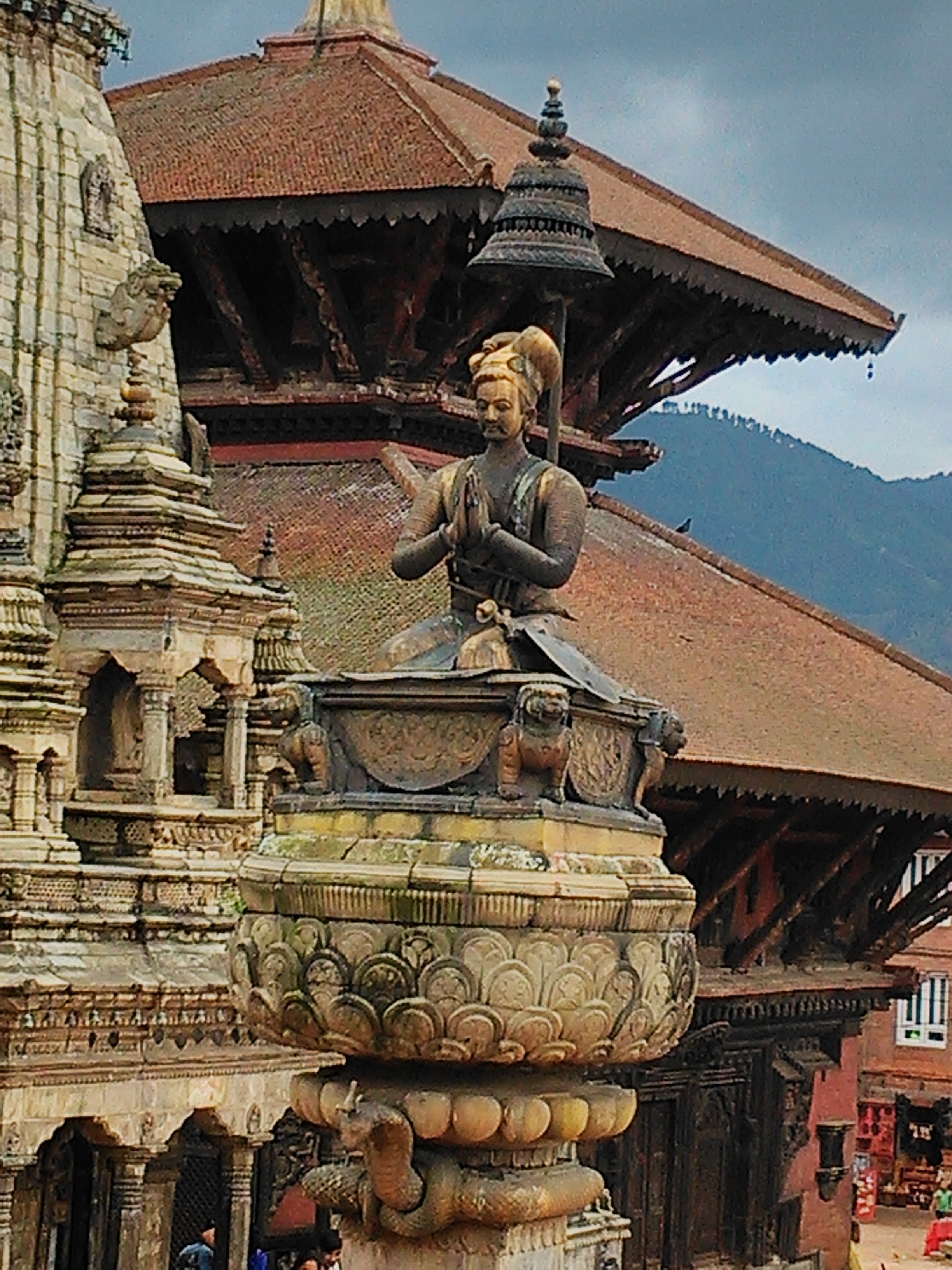
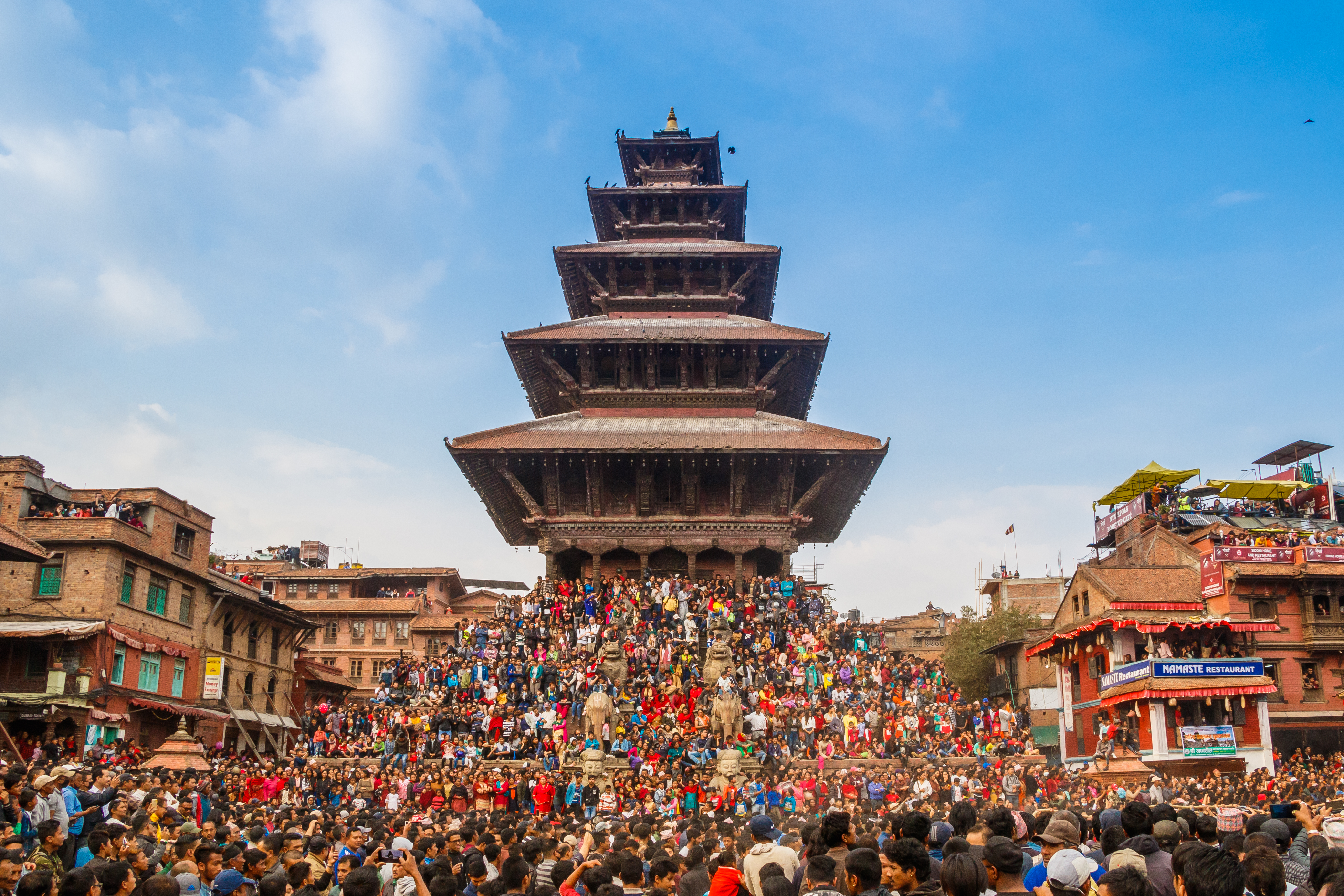
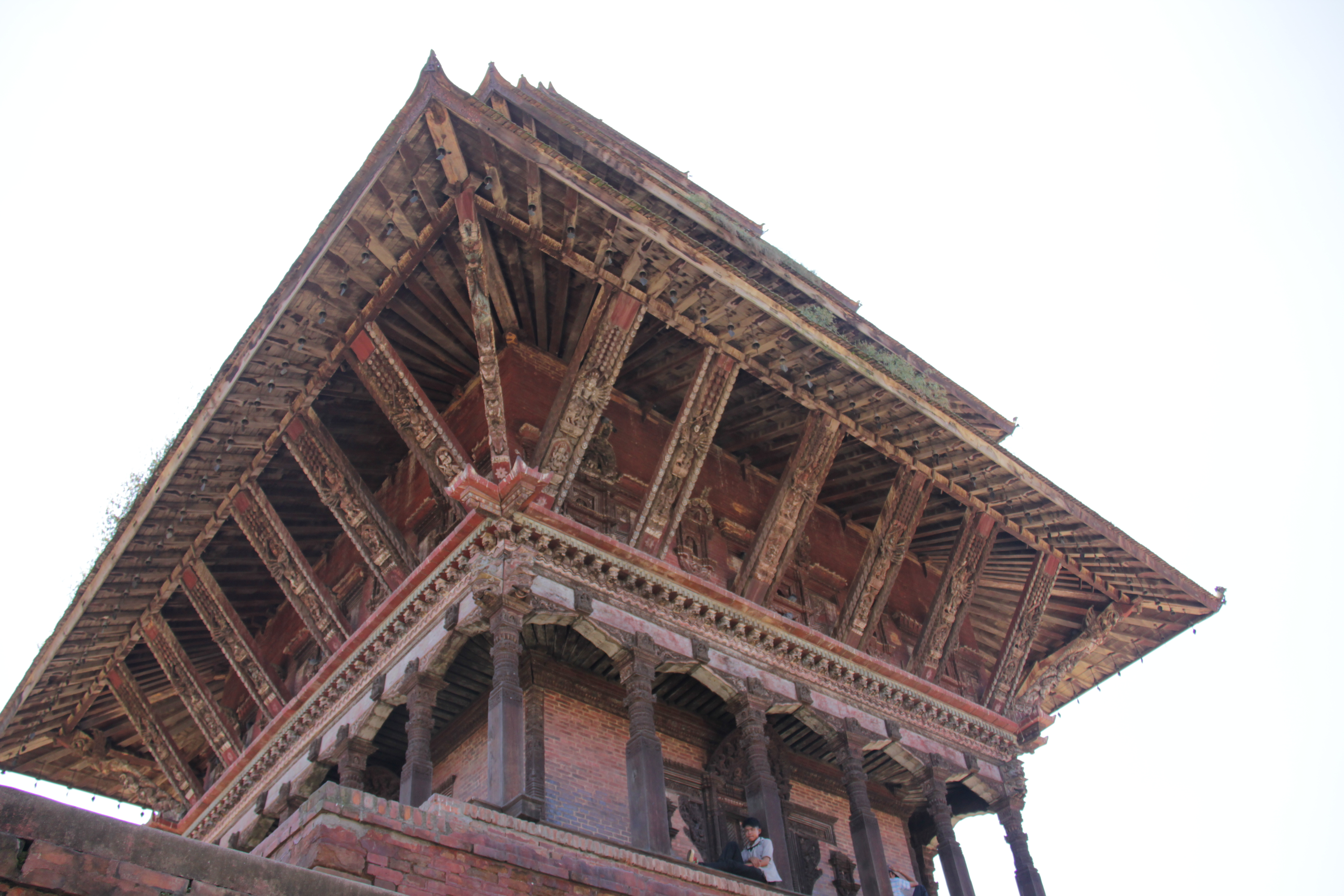
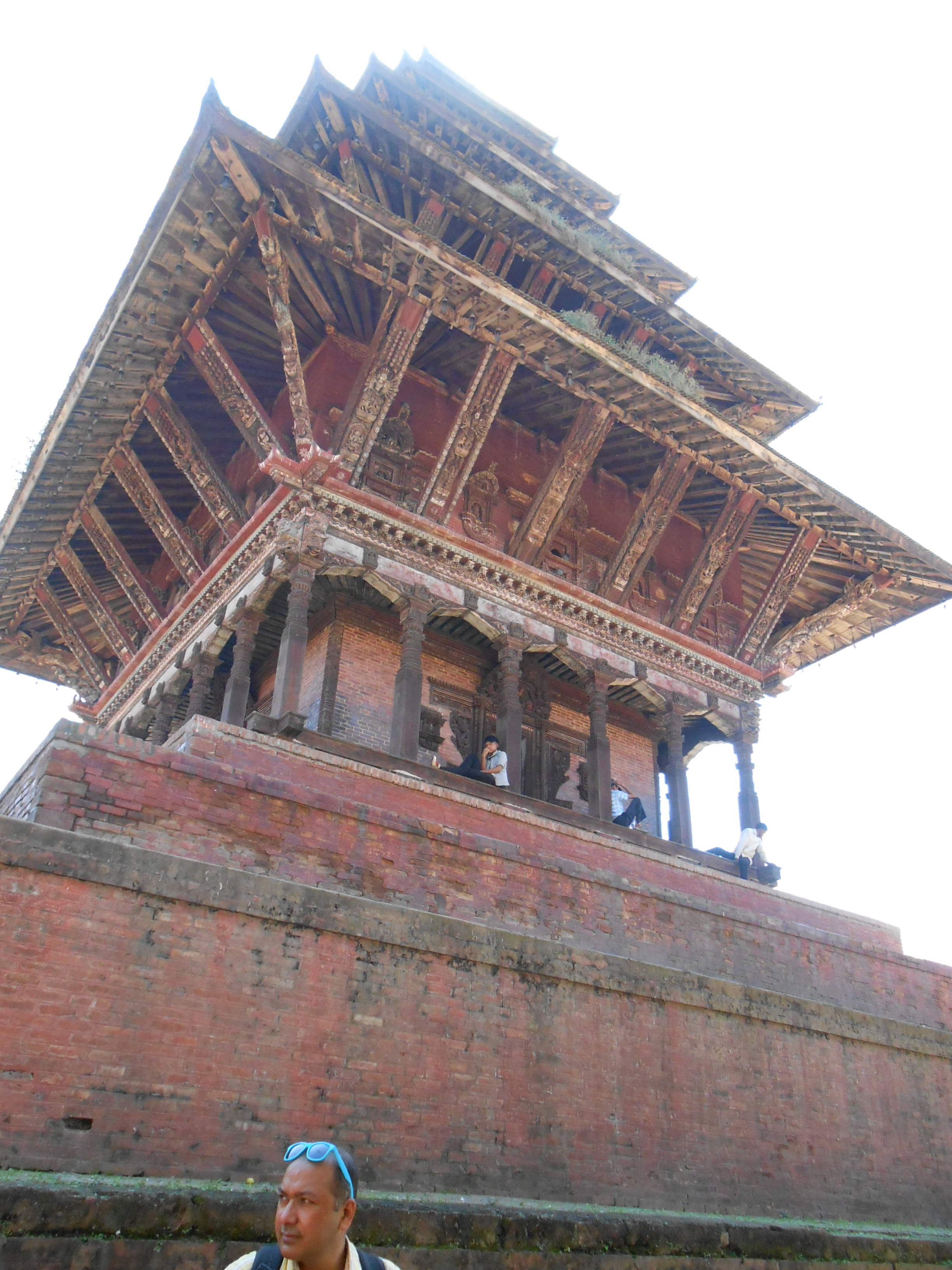
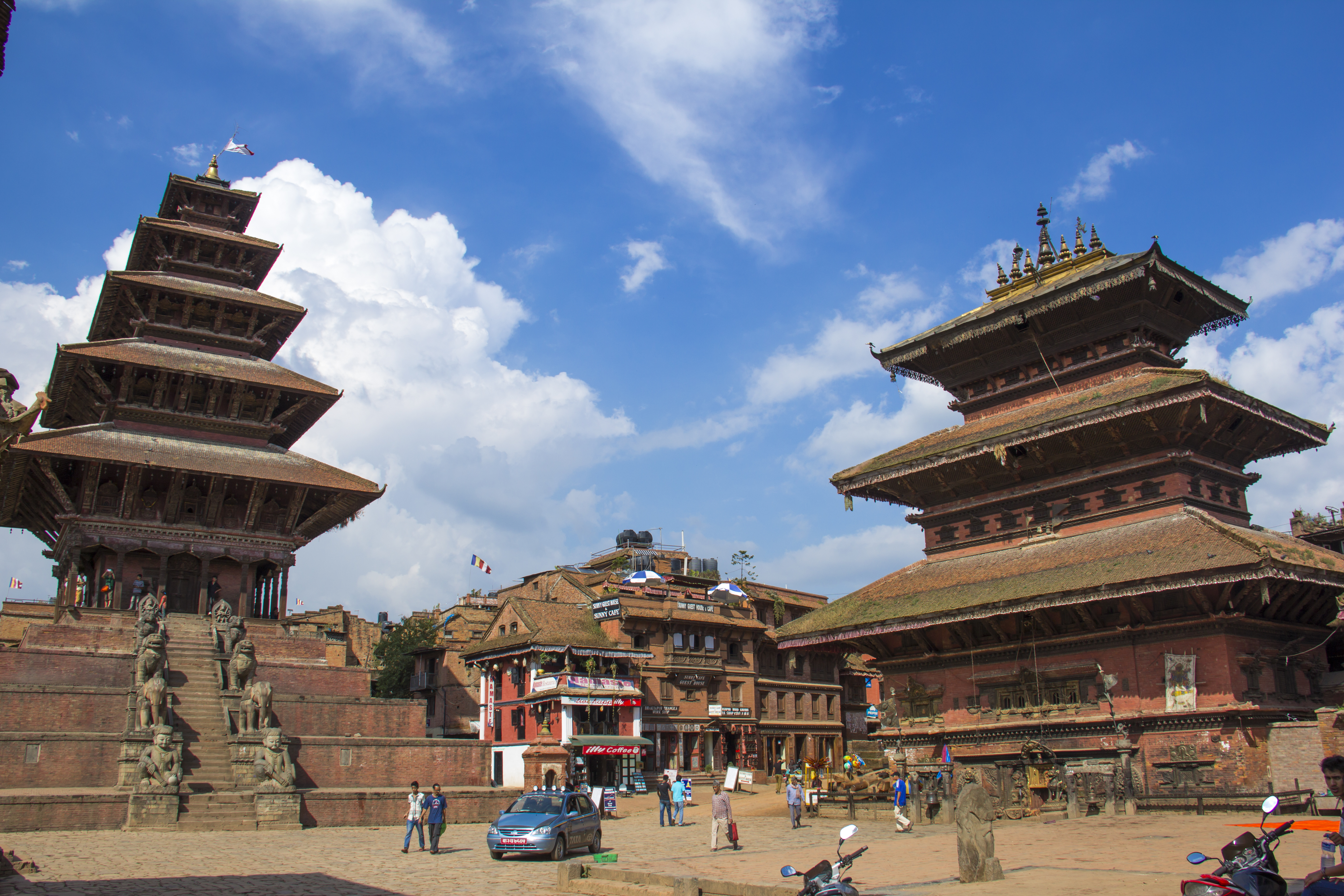
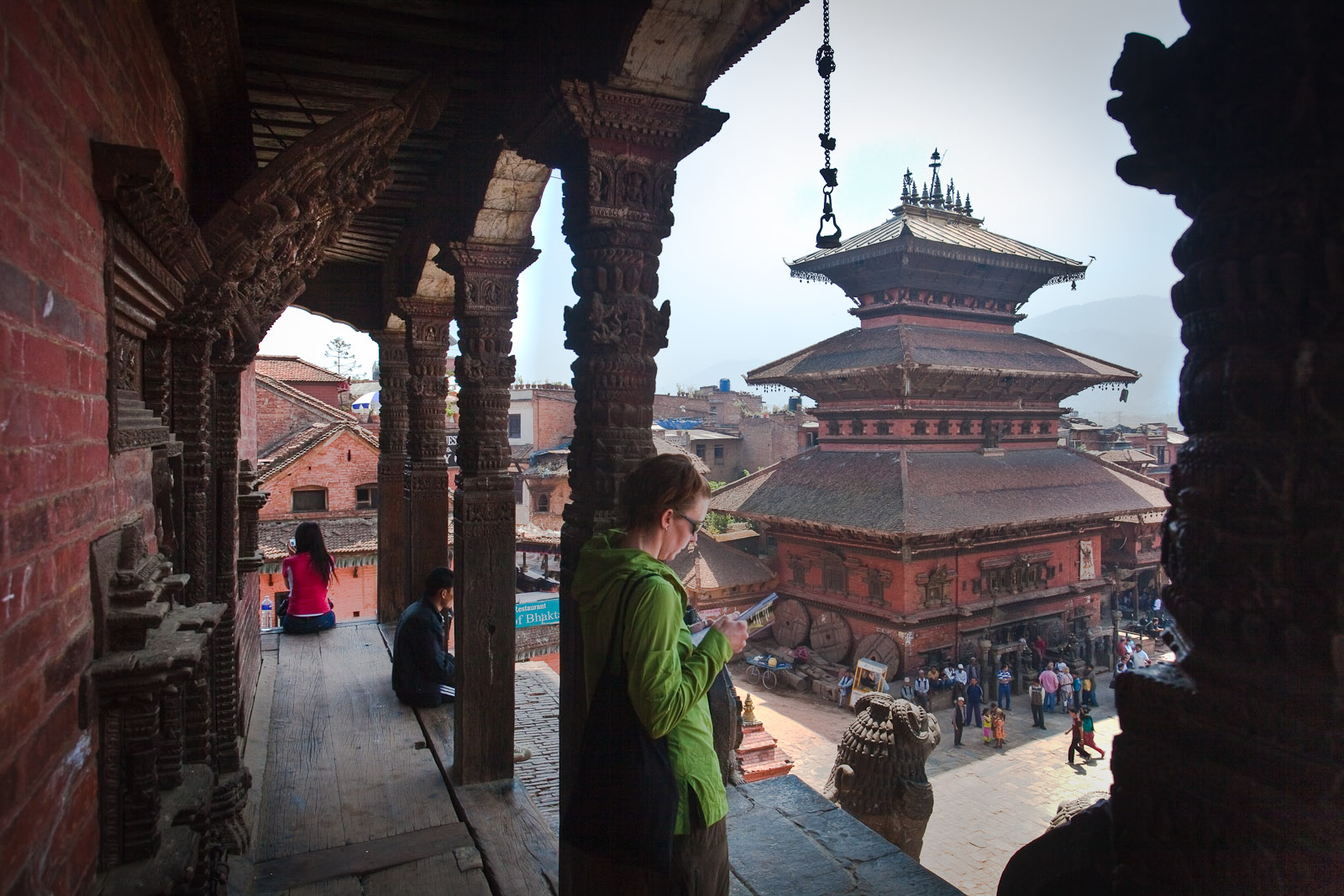
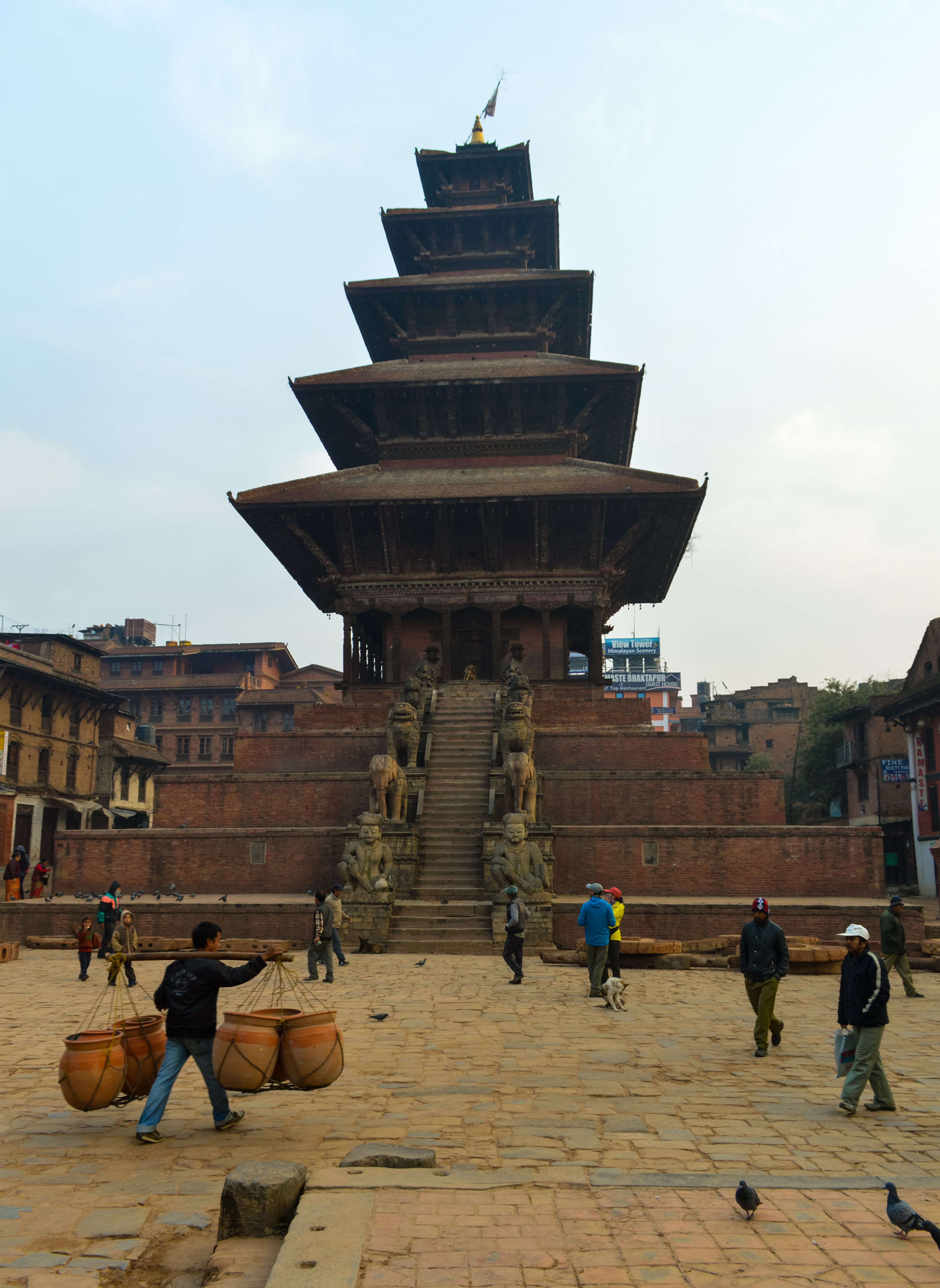
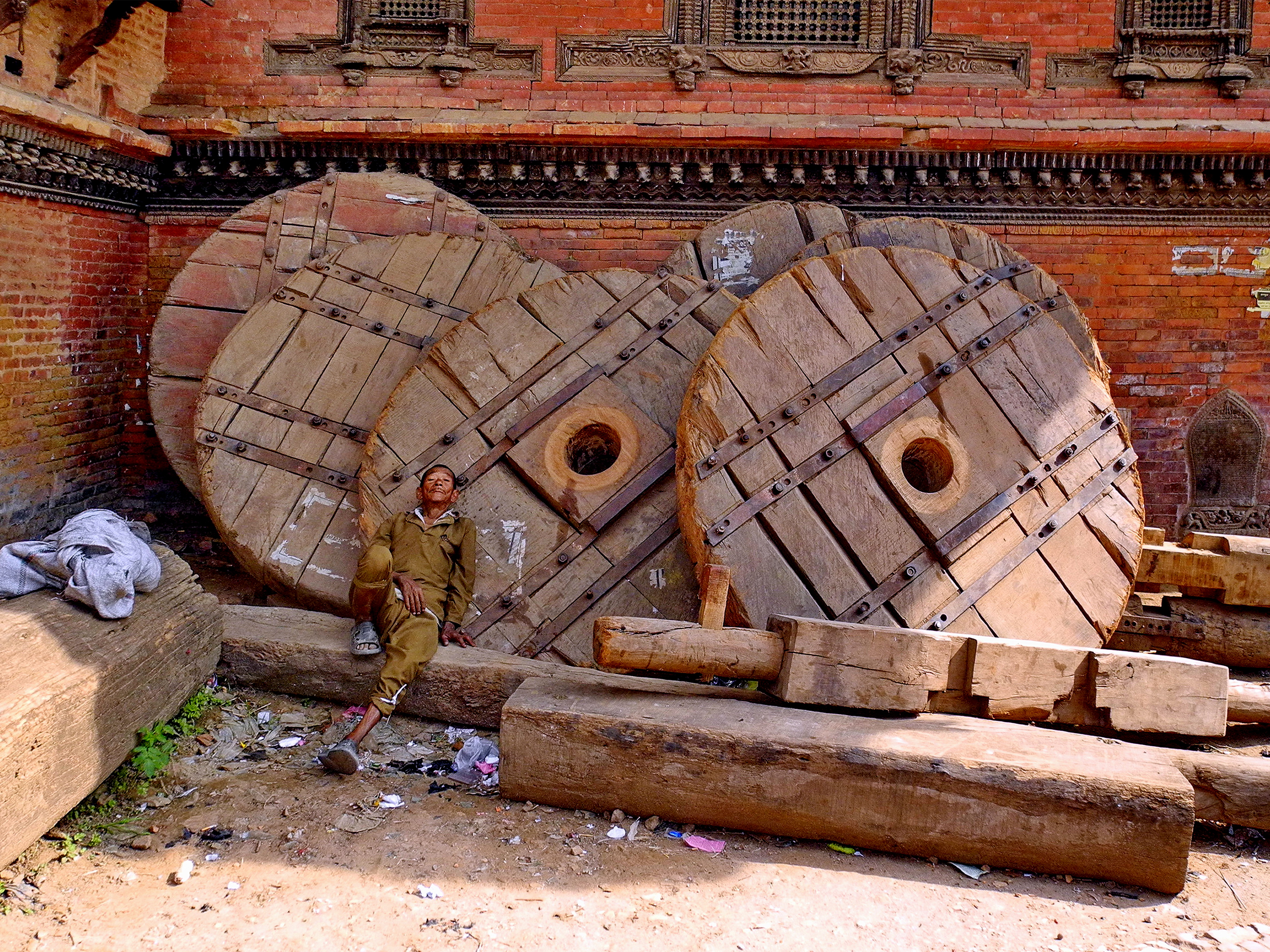
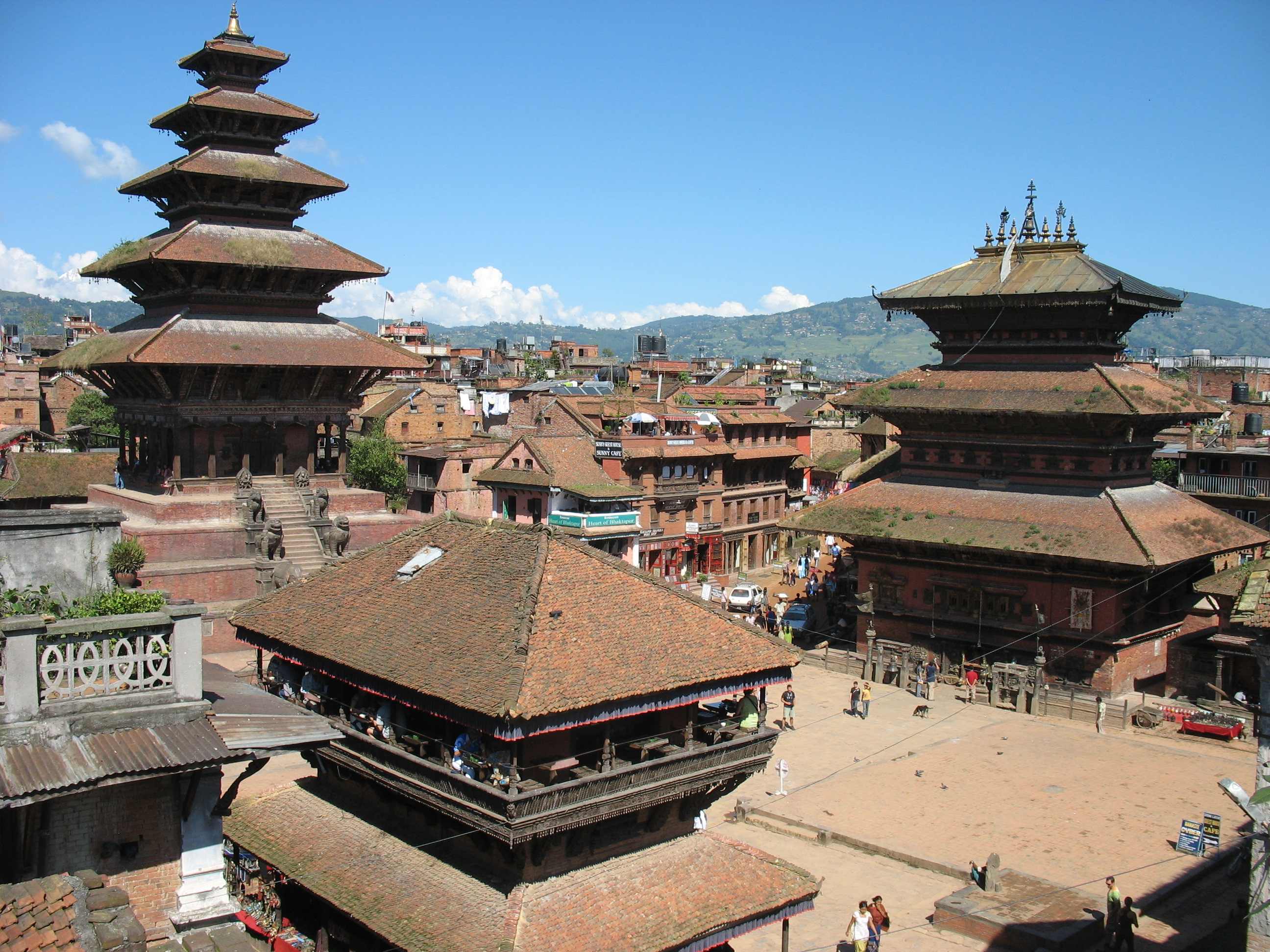
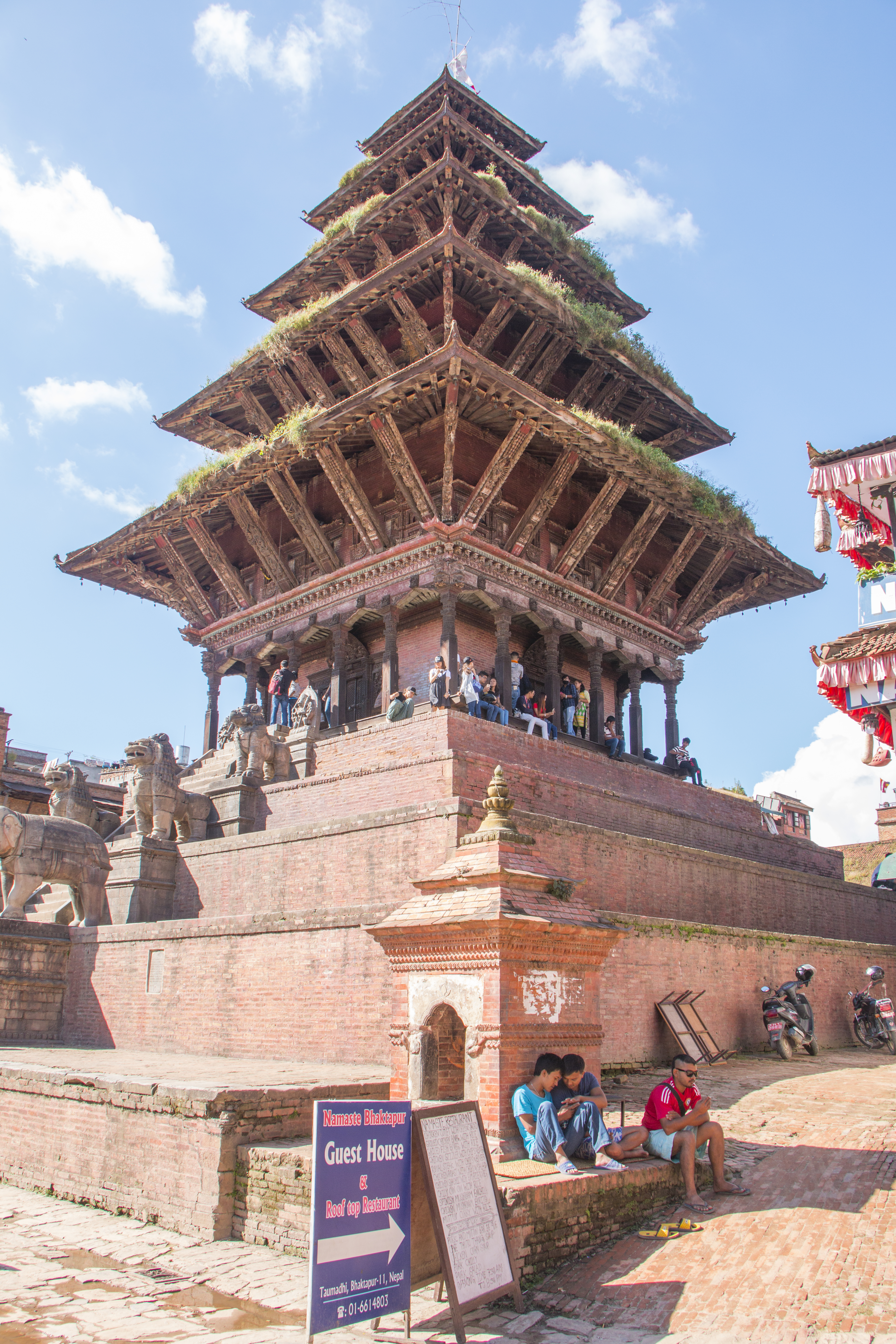
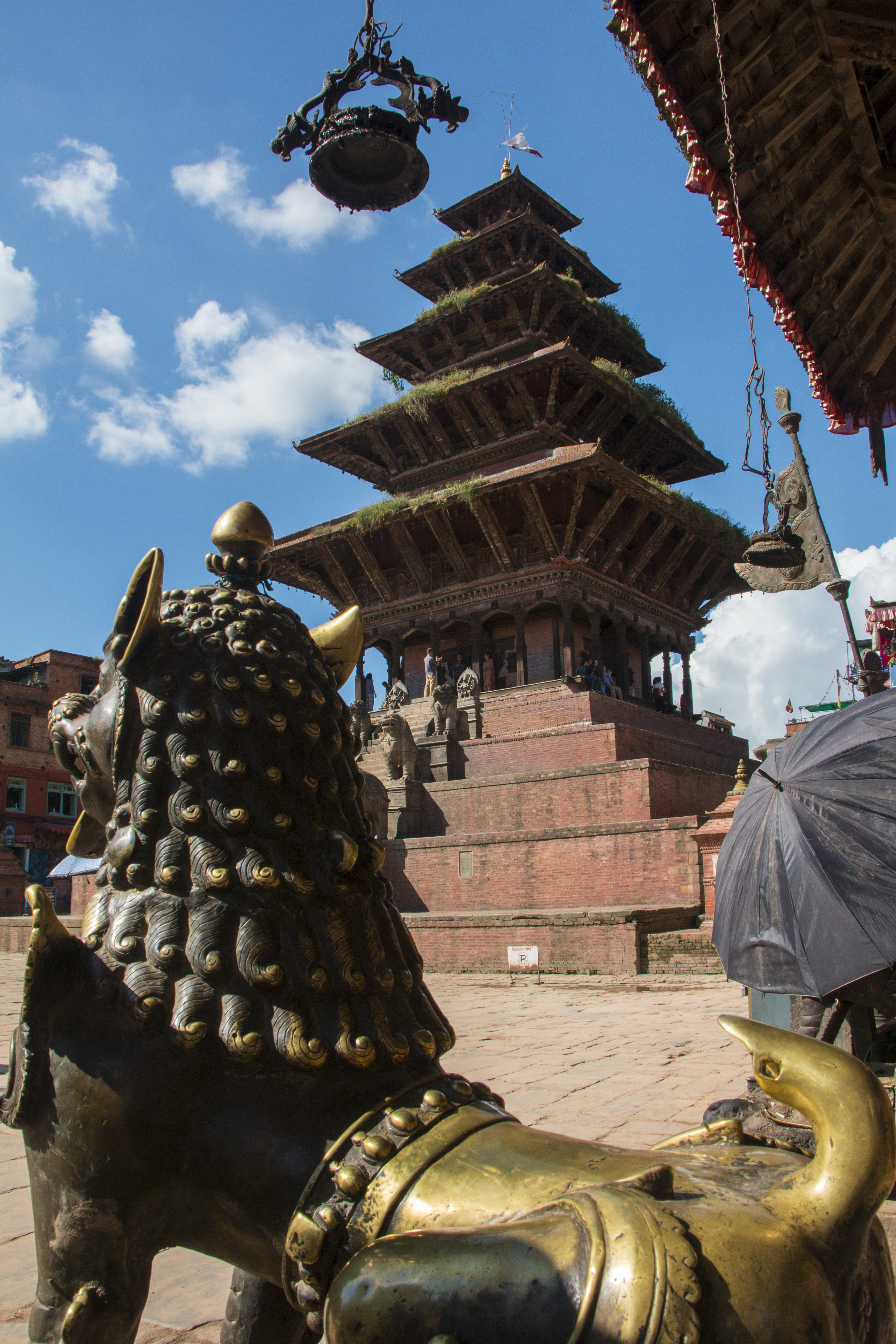
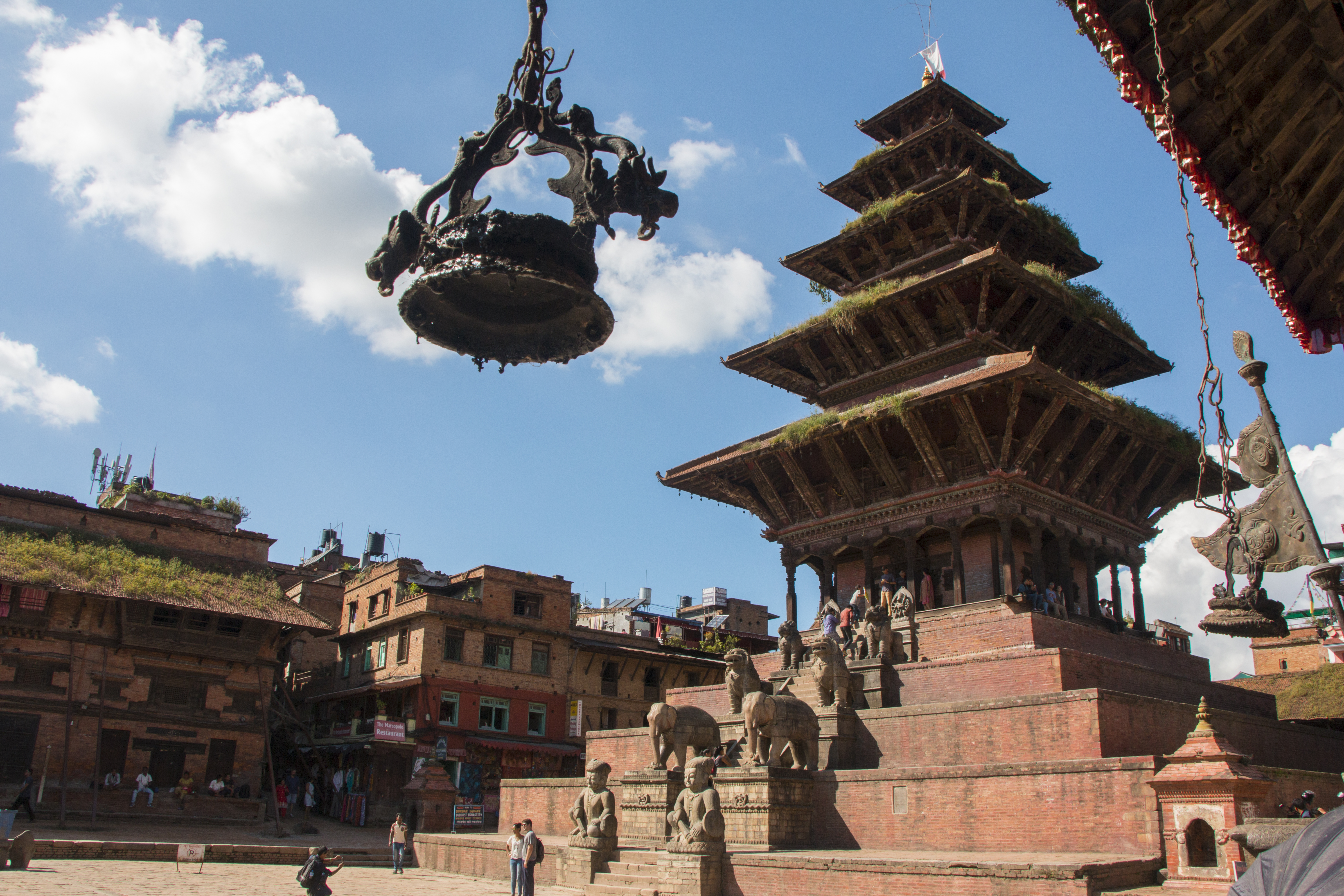
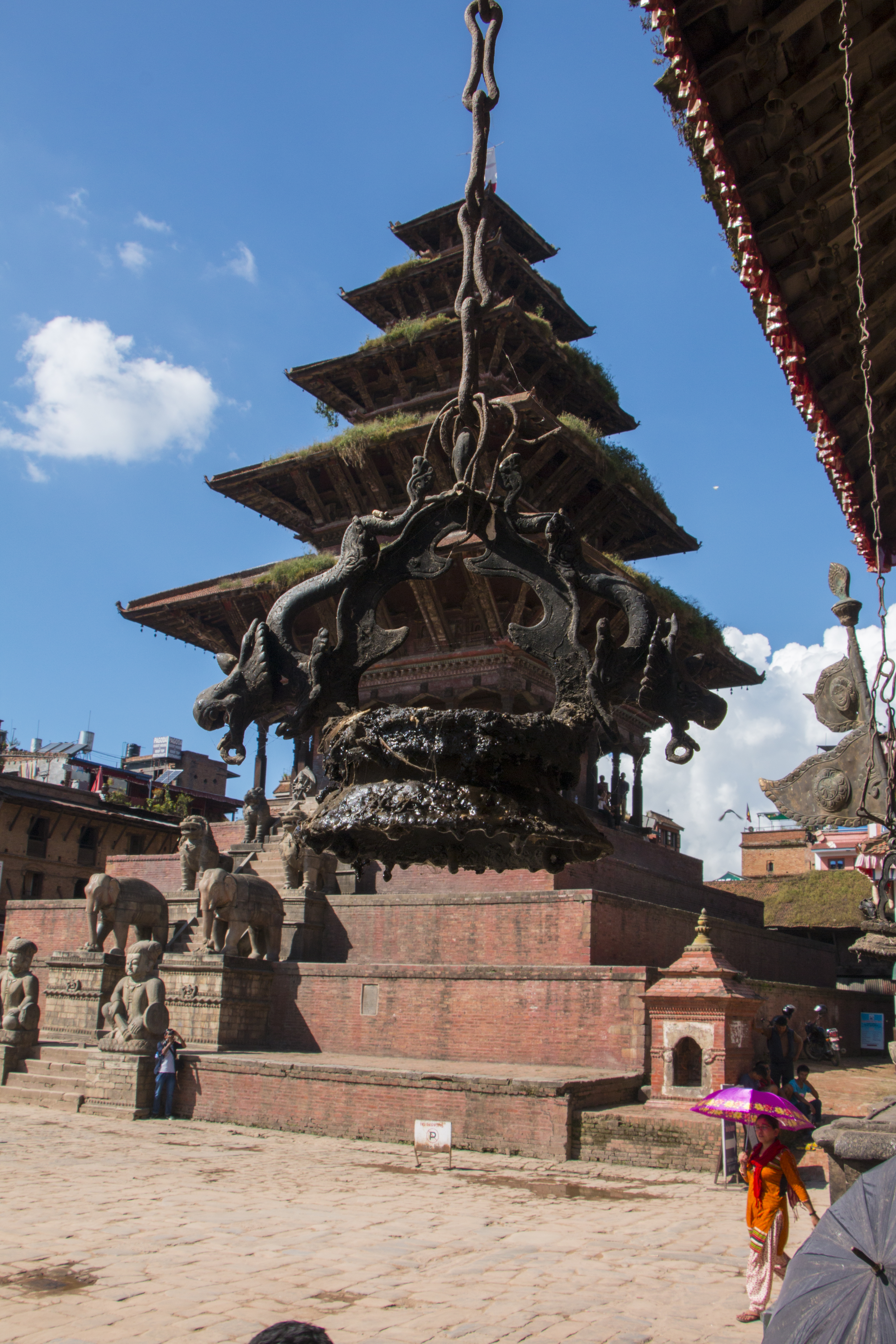
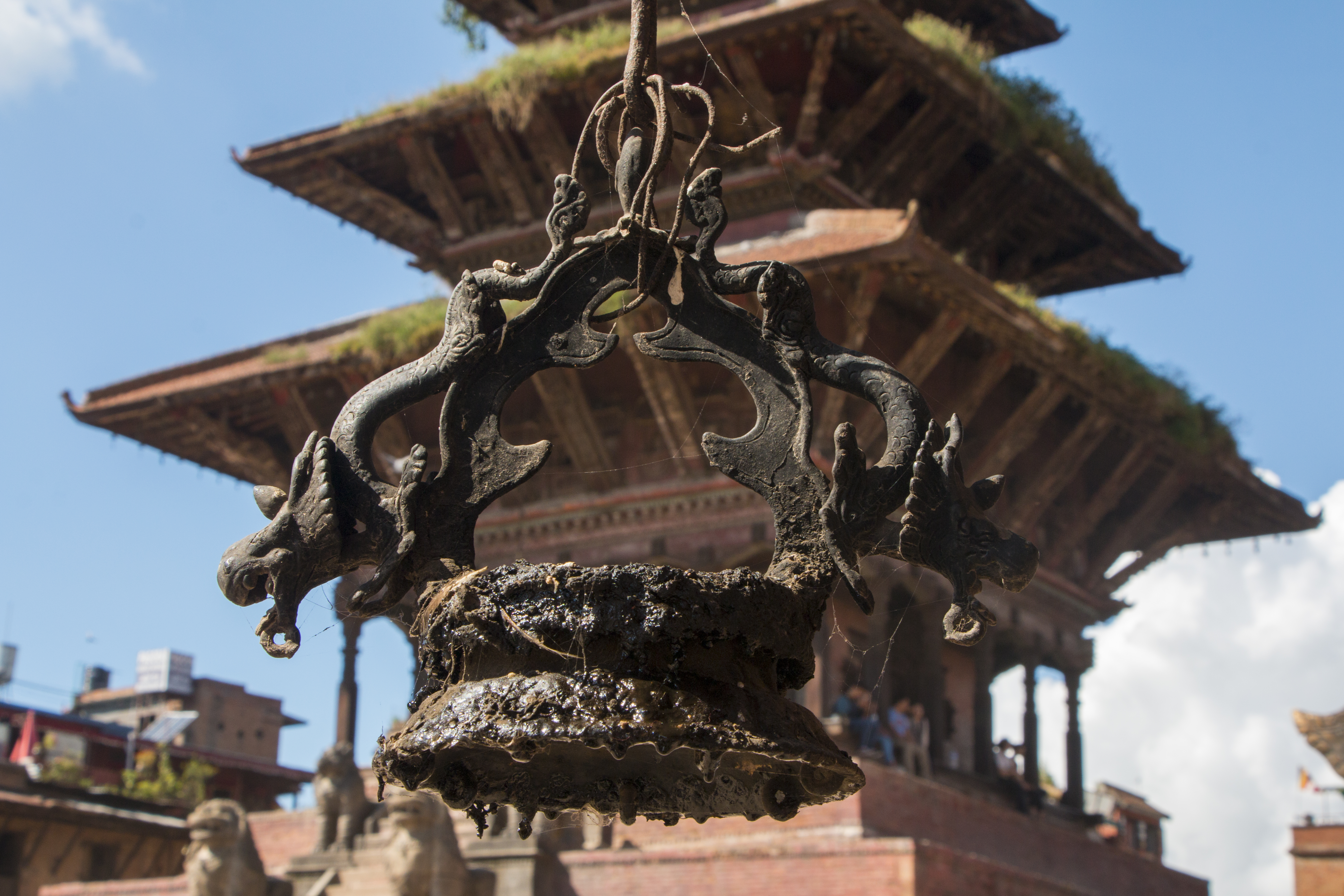
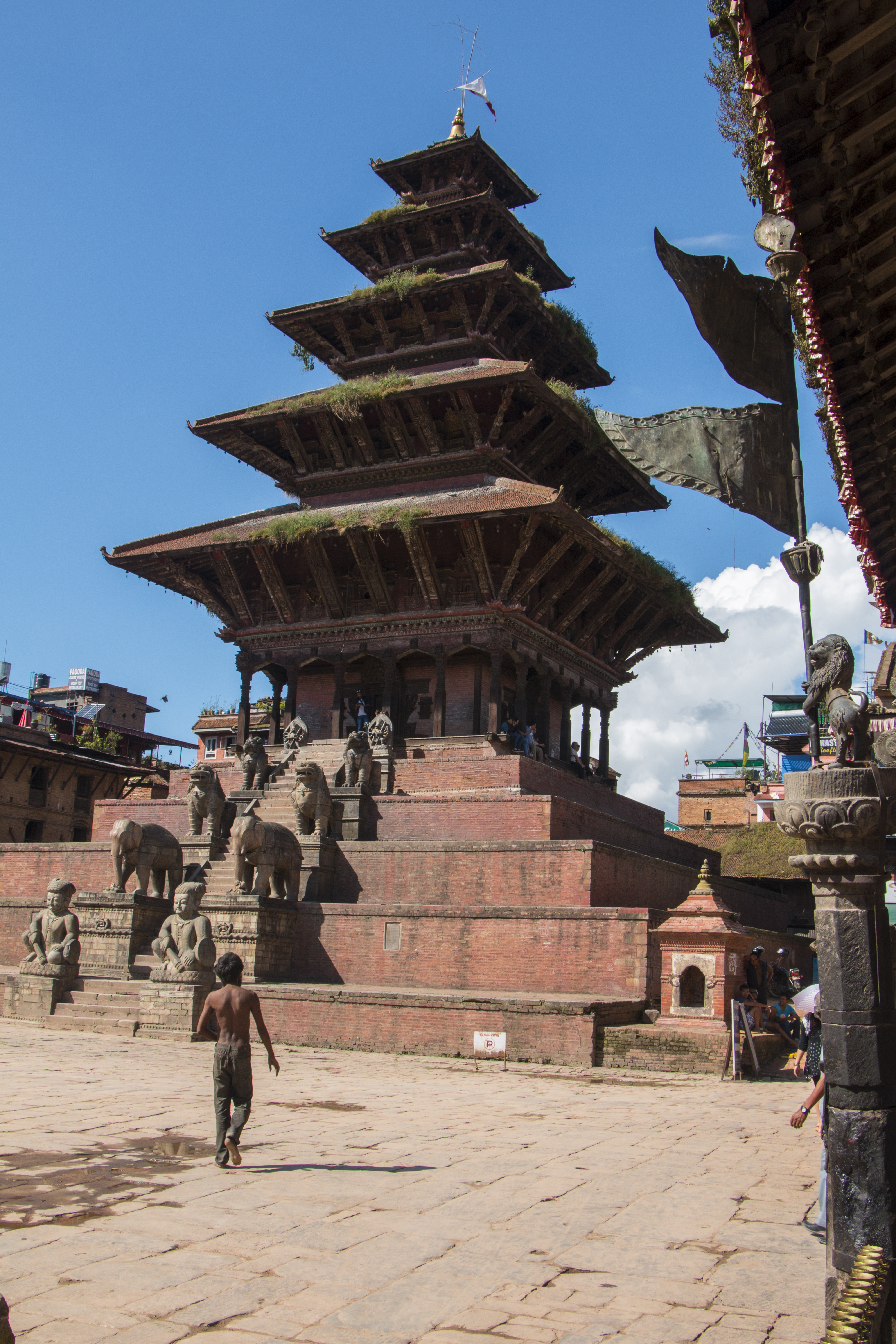
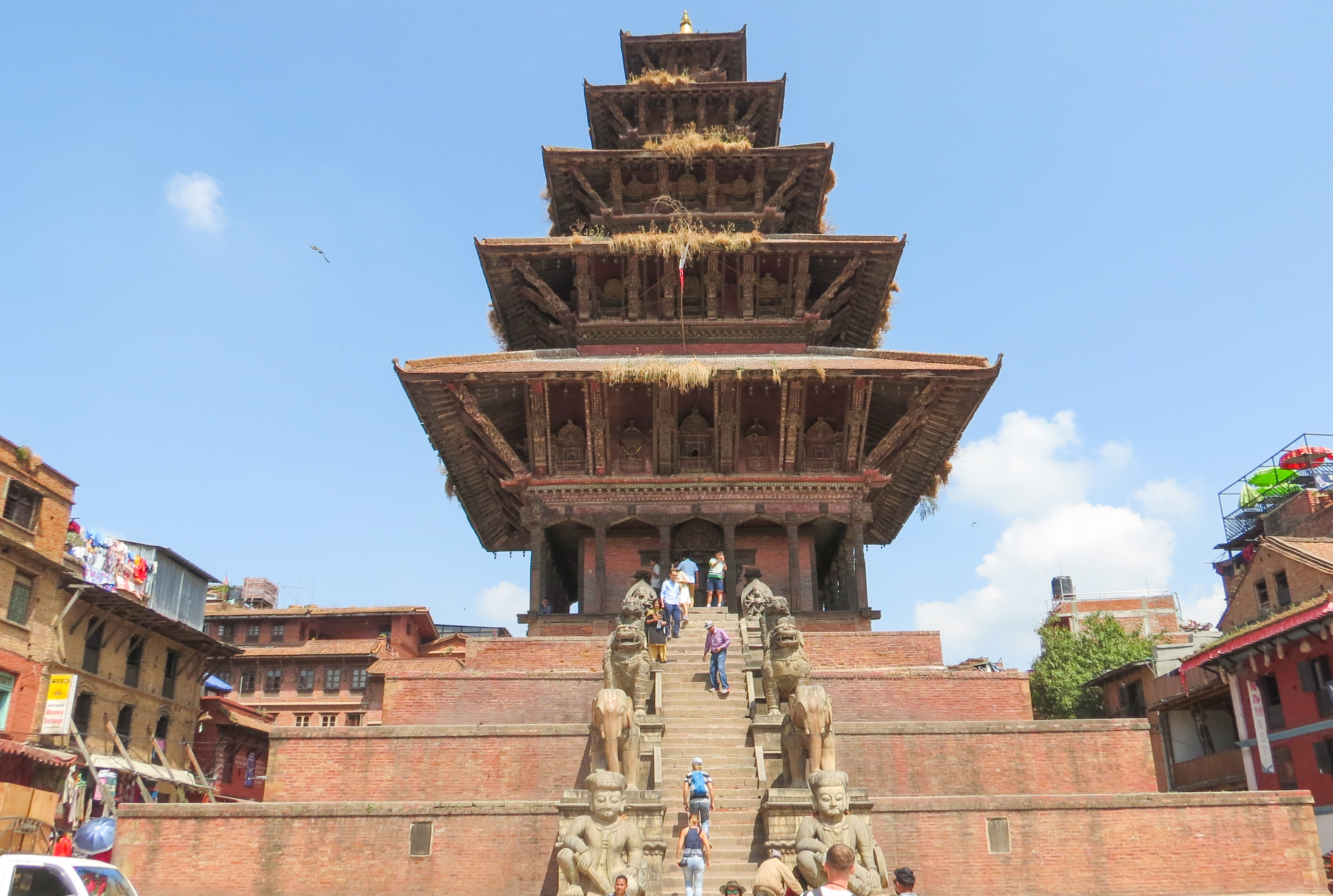
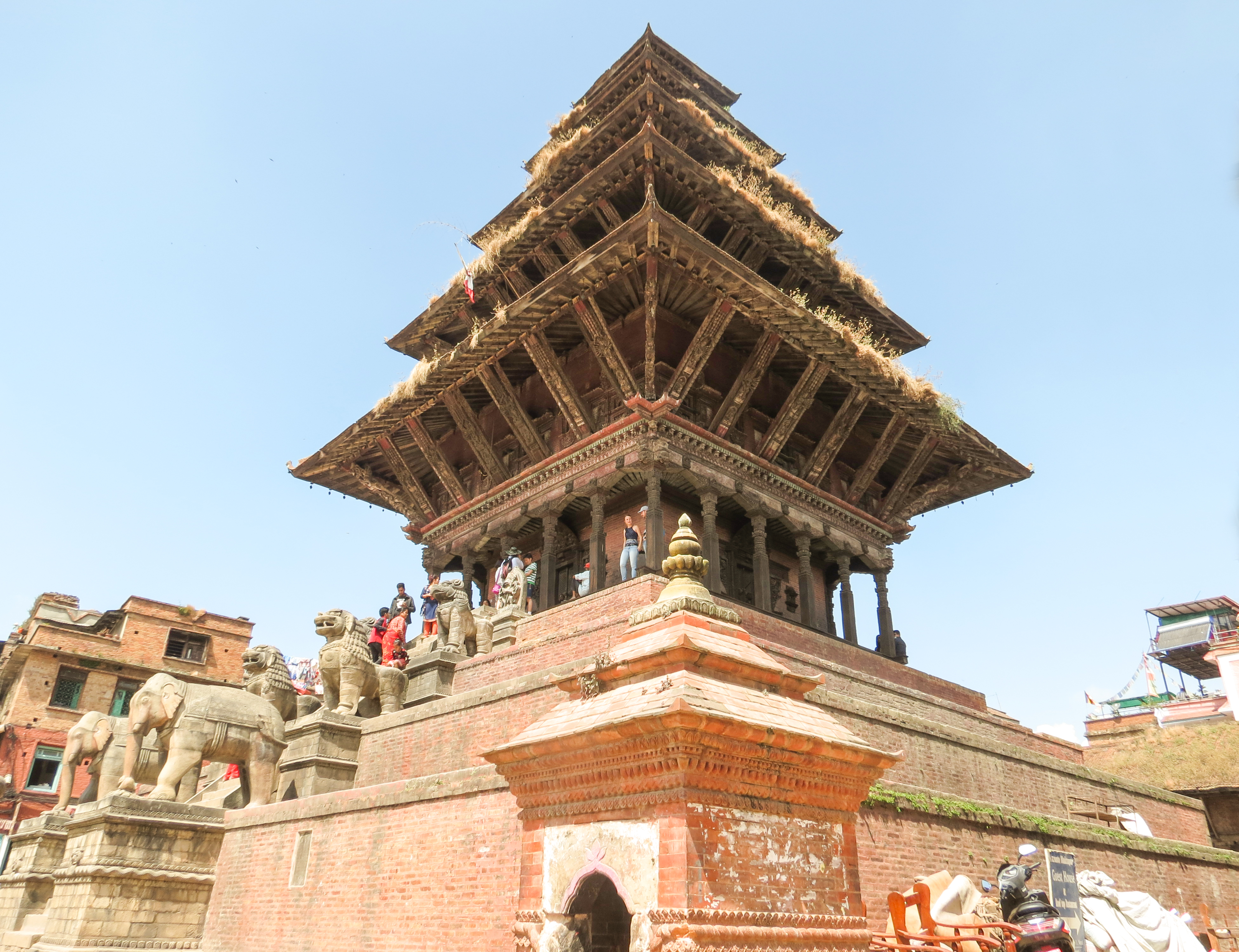